# Dopo il veglione
Dopo il veglione è un mediometraggio muto italiano del 1914 diretto da Augusto Genina.